# Janáky István (építész, 1901–1966)
Idősebb Janáky István (Hódmezővásárhely, 1901. december 27. – Budapest, 1966. január 11.) Ybl-díjas magyar építészmérnök.

## Családja
Apja tősgyökeres vásárhelyi családból származó tisztviselő, anyja óvónő volt. Négy gyermekük közül ő volt a második. Janáky mindkét fia: Janáky István és Janáky György követte őt az építész pályán.

## Életpályája
Alsóbb iskoláit szülővárosában járta ki, a gimnáziumot 1919-re végezte el. Érettségi után a Királyi József Műegyetem építész karára jelentkezett, de a következő évfolyam csak 1921-ben indult. Az egyetemet majd tíz évig látogatta, részben azért, mert szülei anyagilag kevéssé tudták támogatni, részben pedig más művészeti ambíciói voltak. Érdekelte az irodalom, a képzőművészet, rengeteget járt színházba, moziba, kávéházakba. Abszolválása után egy évig újságíró is volt. Törzshelyén, a Simplon kávéházban építész, művész és irodalmár barátaival találkozott. Személyesen ismerte József Attilát, Vági Istvánt. Baráti köréhez tartozott többek között: a festő Pekáry István, a szobrász Csorba Géza és Vilt Tibor.
Diplomázása évében, 1929-ben Árvé és Gestenberger irodájában vállalt munkát. Saját nevén ugyanebben az évben indult először tervpályázatokon (Győri színház, Hódmezővásárhelyi gümőkóros gyógyintézet).
1930-ban Pogány Móric irodájába került. 1932-től tervezőként, 1934–36 között irodavezetőként dolgozott. 1930–36 közt Pogány számos pályázatában és megvalósult munkájában működött közre. Életrajzai és a hagyatékában található fotók alapján önálló munkájának tekinthető Budapesten a Néphadsereg utcai bérház, a rózsadombi Áfonya utca 3. sz. alatti bérvilla, továbbá a balatonföldvári Sellő üdülőszálló. Első, saját nevén publikált épületei az 1934. évi BNV-n fölépült pavilonok voltak.
Az 1936-ban meghirdetett Margitszigeti Strandfürdő tervpályázaton Masirevich Györggyel közös terve I. díjat nyert. Az elnyert megbízás megteremtette számára a lehetőséget, hogy magánirodát nyisson. 1948-ig magántervezőként működött. Janáky pályázatai között minden évben volt legalább egy elsődíjas, és ezek rendszerint megbízást is hoztak. Így épült fel 1937-ben a Palatinus Strandfürdő, 1938-ban a Madách téri bérház – Wälder-féle homlokzattal –, 1939–40-ben a XI. kerületi és Újpesti Tűzőrség épülete, majd 1942-ben – dr. Szendrői Jenővel közösen – a Magyar Királyi Ipari Anyaghivatal székháza Budapesten, a Fő utcában, rekordidő alatt: a vázlatterveket 1941. október 13-án fogadták el, a következő év nyarán – a tervezett időpontban – pedig már megkezdődött a beköltözés.
1945 után ő is helyreállítási munkákat végzett, miként akkoriban az építészek többsége. 1948–49-ben Jánossy Györggyel közösen tervezte a Hódmezővásárhelyi Kultúrotthont (ma: Bessenyei Ferenc Művelődési Központ), melyet már mint állami alkalmazott fejezett be. 1948 nyarán belépett az első állami tervezőintézetbe (ÉTI – Építéstudományi és Tervező Intézet), majd a sorozatos átszervezések nyomán a MATI-ba (Magasépítési Tervező Intézet), végül az 1949 októberében megalakult KÖZTI-be került, ahol haláláig dolgozott.
1949-ben, műtermében kezdődött a budapesti Műegyetem bővítése, a miskolci Nehézipari Műszaki Egyetem kiépítése, valamint a budai Várpalota helyreállítása. A nagy munkákra tehetséges fiatalokat gyűjtött maga köré: Farkasdy Zoltán, Jánossy György, Zalaváry Lajos és egy ideig Németh Pál dolgozott mellette. 1950-re elkészült a Műegyetem bővítési terve, felépült a Stoczek utcai új épület (Farkasdy Zoltán közreműködésével). A miskolci egyetem első két telepítési variációja alapján megindult a kivitelezés. Vázlattervet készítettek a budai Várpalota helyreállítására és hasznosítására, azonban 1956 nyarán a tervezést leállították.
A Magyar Építőművészek Szövetségének alapító tagja, a Magyar Képzőművészek és Iparművészek Szövetségének pedig állandó zsűritagja volt. Az 50-es években a tervezés mellett oktató tevékenységet is folytatott. A Magyar Építőművészek Szövetsége mellett működő Mesteriskola alapító tagja, ugyanakkor az első ciklus (1953–55) és a második ciklus 1956 utáni szakaszának igazgatója is volt. 1958-tól ezen tevékenysége megszűnt.
1956 elején a LAKÓTERV-en keresztül megbízást kapott egy isztambuli szálloda tervezésére (Körner József, Zilahy István, Molnár Péter és Vass Antal közreműködésével). Ez az épület nem valósult meg, de az 1957-ben érkező kecskeméti szállodamegbízás lehetővé tette a törökországi tervek tapasztalatainak itthoni hasznosítását.
1960-ban a miskolci egyetem munkája újraéledt, mely az új beépítési terv készítésével kezdődött, majd a konyha és étterem tervezésével folytatódott. Munkája során egyre kevésbé tudta tartani a kötött határidőket. „Az ő munkamódszere más volt: töprengve, kínlódva, többször nekilendülve készítette terveit, ha egy megoldással elégedetlen volt, elölről kezdte”. „Egyébként Janákytól származik az [építészkörökben] azóta szállóigévé lett mondás, amivel erősen a határidő tájékán a töméntelen s egyenként is zseniális megoldási vázlat felett grafitos arccal töprengve az őt izgatottan sürgető miniszteriális főembert leszerelte: »Uram, nyugalom, én már járok az épületben!«”
Sorozatos kudarcai – mesteriskolai tanárságának megszűnése, vállalati fegyelmi határidőkésései stb. – és a számára egyre idegenebbé váló környezettel való küszködés mindinkább kimerítették. 1966. január 13-án munkahelyén, tervezőasztala mellett halt meg. A Farkasréti temető 7/9-1-158 sírhelyén helyezték örök nyugalomra.

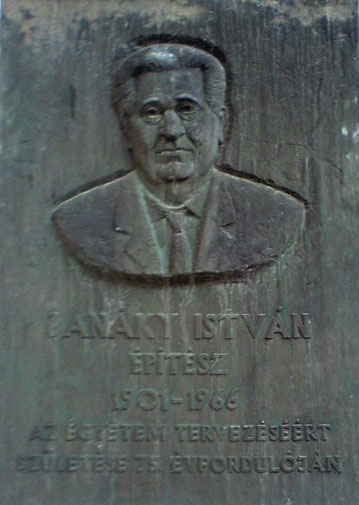
Janáky István emléktáblája a Miskolci Egyetemen (Varga Miklós alkotása)

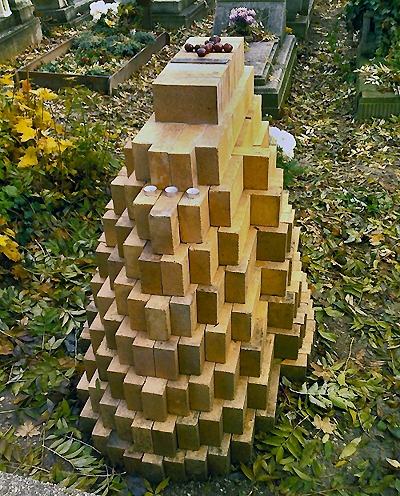
id. és ifj. Janáky István sírja a Farkasréti temetőben

## Kitüntetései
- Magyar Népköztársaság Érdemérem arany fokozata · 1950
- Ybl Miklós-díj I. fokozata · 1953

## Művei
Közreműködésével megvalósult épületek:
Gerstenberger és Árvé nevén:
- Komárom: Iskola · 1929
- Komárom: Csendőrség · 1929

Pogány Móric nevén:
- Bp. I., Disz tér 6.: magánpalota · 1930
- Bp. V., Nádor (ma: Falk Miksa) u. 14.: bérház · 1935
- Bp. II., Áfonya u. 3.: bérvilla · 1935
- Bp. VIII., Köztársaság téri OTI-bérházak · 1935
- Bp. V., Szemere u. 9.: bérház · 1936
- Szeged: Egyetemi internátus és Hősök kapuja · 1936
- Balatonföldvár: Sellő üdülőszálló · 1936

Saját nevén megvalósult épületek:
- Bp. XII., Hóvirág u.: családi ház · 1933
- Budapesti Nemzetközi Vásár: Nagybátonyi–Újlaki pavilon (Sternberg-, Castrol Oil-, Flegmann-pavilonok; munkatárs: Guttmann Imre) · 1934
- Bp. I., Attila út 105. (ex 65/c.): bérház (munkatárs: Falus Lajos) · 1937
- Margitsziget: Palatinus Strandfürdő · 1937
- Bp. VII., Madách tér 1. (ex Károly krt. 13–15.): lakóépület üzletekkel (munkatárs: Hübner Tibor; homlokzat: Wälder Gyula) · 1938
- Bp. XI., Tas vezér út 9. (ex Diószegi út 36.): XI. kerületi Tűzőrség · 1939
- Bp. IV., Papp József (ma: Szent László) tér 1.: Tűzoltóság · 1940
- Szigetszentmiklós: Egészségház és óvoda · 1941
- Bp. II., Fő utca 66–68. (ma: Nagy Imre tér 1–3.): Magyar Királyi Ipari Anyaghivatal székháza (később Anyaggazdálkodási Hivatal, majd Könnyűipari Minisztérium, a rendszerváltás után MTESZ-székház) (munkatárs: dr. Szendrői Jenő) · 1941–42
- Bp. IV., Pamutgyár u.: Magyar Pamutipar gyárépítkezése, munkásotthona és rendelője · 1942–47
- Bp.–magdolnavárosi OTI-kislakások · 1943
- Hódmezővásárhely, Petőfi Kultúrház (ma Bessenyei Ferenc Művelődési Központ) (munkatárs: Jánossy György) · 1948–49
- BME Stoczek utcai oktatási épülete (munkatárs: Farkasdy Zoltán) · 1949
- Miskolci Nehézipari Egyetem telepítése (munkatársak: Jánossy György, Farkasdy Zoltán, Zalaváry Lajos, Raáb Ferenc) · 1949-től
- Veszprémi Vegyipari Egyetem telepítése és első épülete (munkatársak: Benedek Frigyes, Kiss László) · 1950
- Budavári Palota helyreállítása (munkatársak: Kotsis Iván, Gerő László) · 1950-től
- Miskolci Nehézipari Egyetem kollégiumai (munkatárs: Jánossy György) · 1951
- Miskolci Nehézipari Egyetem kémiai szárny (munkatárs: Farkasdy Zoltán) · 1952
- Velence: Pekáry-nyaraló · 1953
- Bp. I., Úri u. 31.: lakóház-helyreállítás (munkatárs: Dragonits Tamás) · 1956–59
- Bp. I., Frankel Leó u. 2. (munkatársak: Mináry Olga, Perczel Dénes) · 1959
- Miskolci Nehézipari Egyetem új telepítési terve  · 1960
- Kecskemét: Aranyhomok Szálló (munkatárs: Perczel Dénes) · 1962 (tervezés: 1957)
- Kecskemét: vásárcsarnok  · 1964
- Kecskemét: Műkert-étterem · 1964
- Miskolci Nehézipari Egyetem konyha-étterem és központi épület (munkatárs: Albert Jenő) · 1965–66 (a kivitelezés a halála után fejeződött be)
- Bp. I., Tárnok u. 3.: lakóház · 1966 (a kivitelezés a halála után fejeződött be)
- Kecskemét: fedett uszoda (munkatárs: Tolnay Lajos) · 1968 (kivitelezés a halála után)
- Miskolci Nehézipari Egyetem toronykollégiuma (munkatárs: Janesch Rudolf) · 1968 (kivitelezés a halála után)

### Díjazott pályaművei
- Kiskunhalas: Református Ifjúsági Székház (I. díj) · 1929
- Jugoszláv kiállítási pavilon (I. díj) · 1931
- Eger: Érseki Tanítóképző (munkatárs: dr. Kotsis Endre) (I. díj) · 1932
- Veszprémi szálloda és színház átalakítása (III. díj) · 1934
- Horthy (ma: Petőfi) híd budai hídfő rendezése (munkatárs: Tóth Kálmán) (I. díj) · 1936
- Margitszigeti Palatinus Strandfürdő (munkatárs: Masirevich György) (I. díj) · 1936
- OTI Baleseti Kórháza (munkatárs: Fischer József) (I. díj) · 1936
- OTI Madách téri (ex Károly krt.) bérháza és rendelője (munkatárs: Hübner Tibor) (I. díj) · 1937
- Bp. III., Árpád Gimnázium (I. díj) · 1938
- Országos Mezőgazdasági Biztosító Intézet (I. díj) · 1938
- Bp. XI. kerületi Tűzőrség (I. díj) · 1939
- Csendőrlakóházak típustervei (I. díj) · 1939
- Újpesti Tűzoltóság (I. díj) · 1940
- Balatonlelle: OTI-nyaralótelep (I. díj) · 1940
- Jánoshegyi nagyszálló (I. díj) · 1941
- Állami Munkaközvetítő Hivatal (I. díj) · 1941
- Újpesti Munkásnőotthon (I. díj) · 1942
- Blaha Lujza téri metróállomás (munkatársak: Jánossy György, Farkasdy Zoltán, Zalaváry Lajos) (I. díj) · 1953
- Bp. I., Dózsa György tér rendezése (I. díj) · 1953
- Bp. XIII.: Mauthauseni emlékmű (szobrász: Makrisz Agamemnon) (I. díj) · 1959
- Bp. I., Szent György tér rendezése (III. díj) · 1962

### Közreműködésével megvalósult emlékművek
- Szekszárd: Felszabadulási emlékmű[11] · 1960
- Bp. VI., Liszt Ferenc tér: Ady-szobor (szobrász: Csorba Géza) · 1961
- Mauthauseni emlékmű (szobrász: Makrisz Agamemnon) · 1962

### Képgaléria

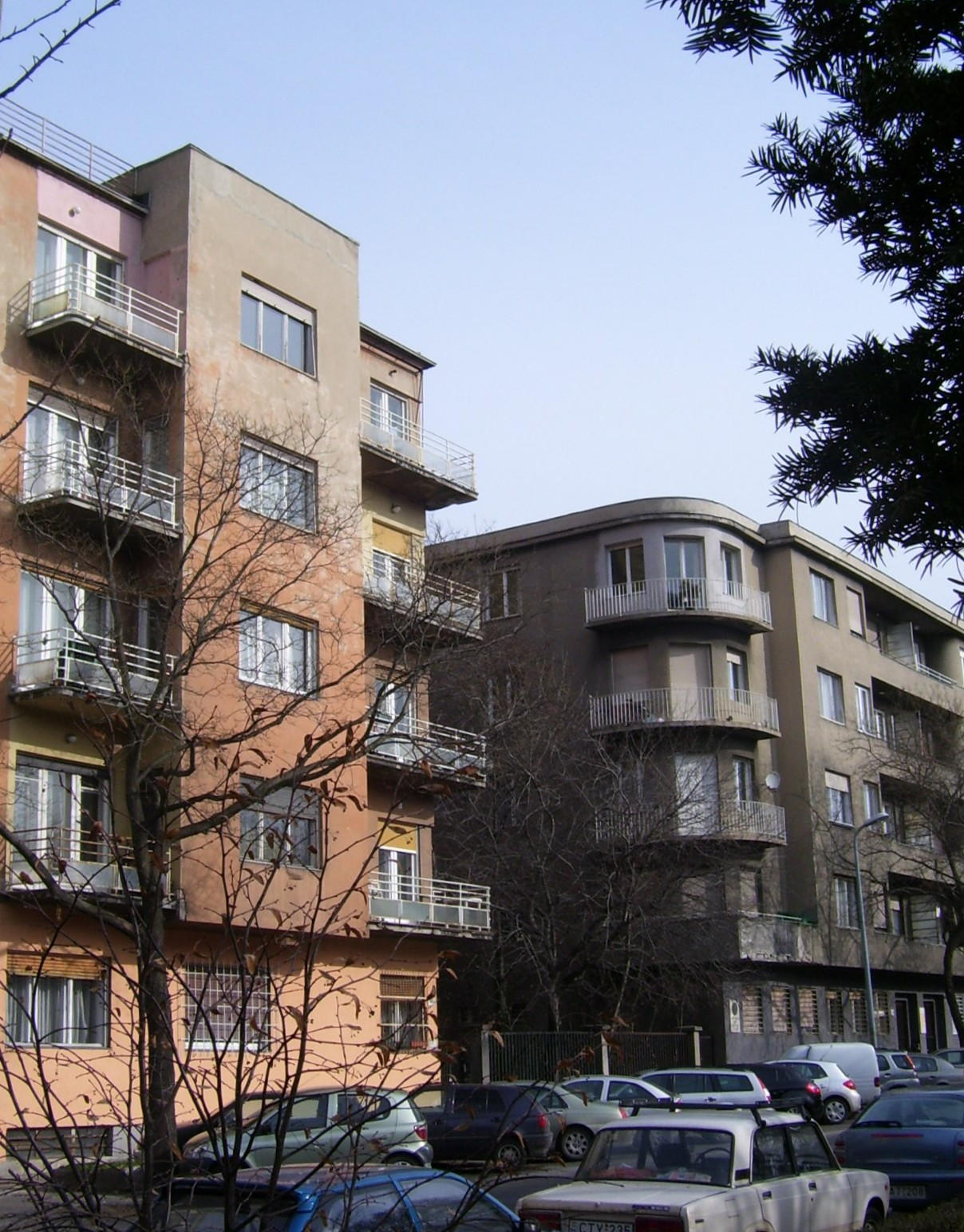
Bp. I., Attila út 105.: bérház (1937)
Margitsziget: Palatinus Strandfürdő (1937)
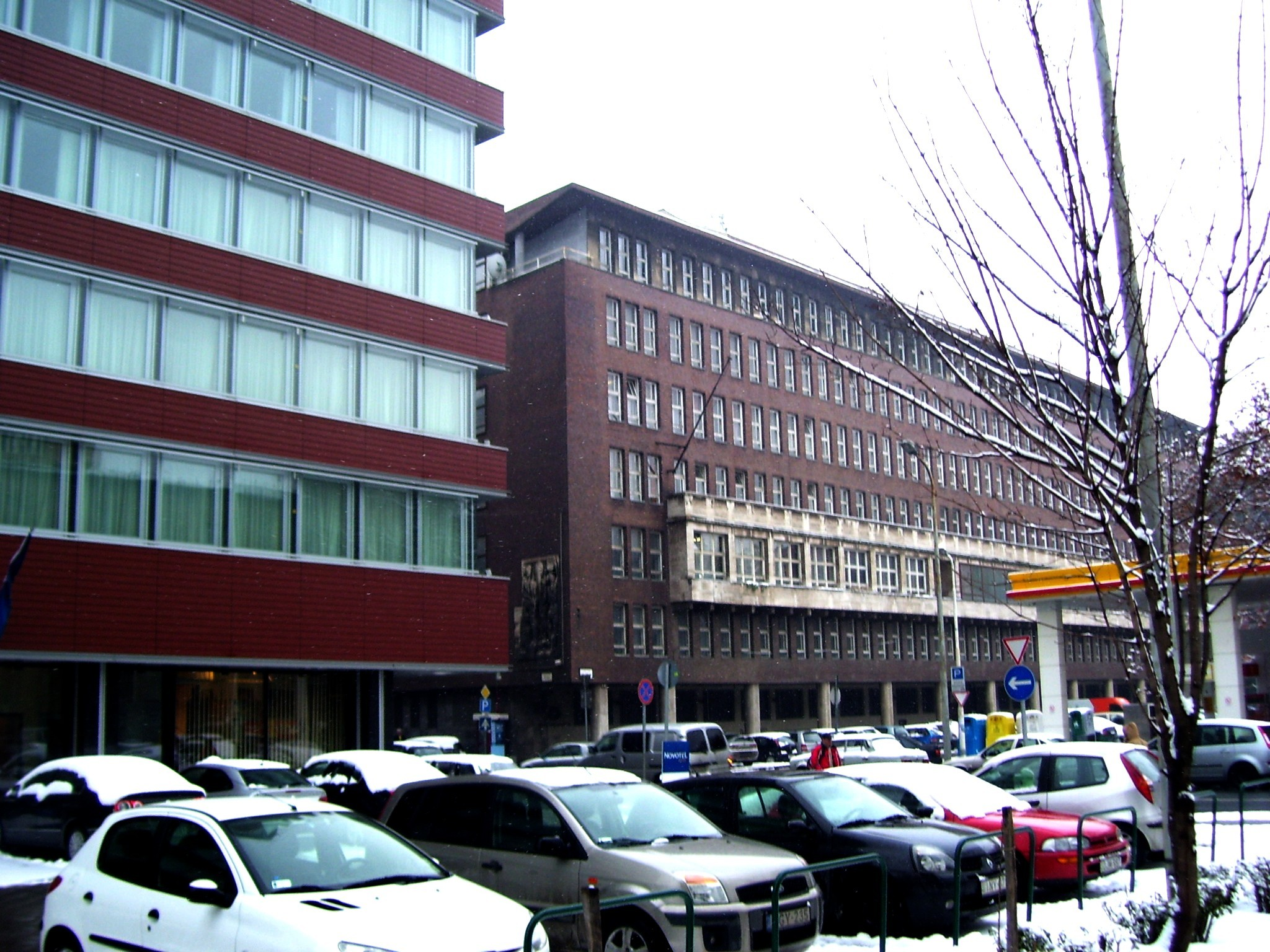
MTESZ-székház (ex M. Kir. Ipari Anyaghivatal) 2008-ban a Nagy Imre téren
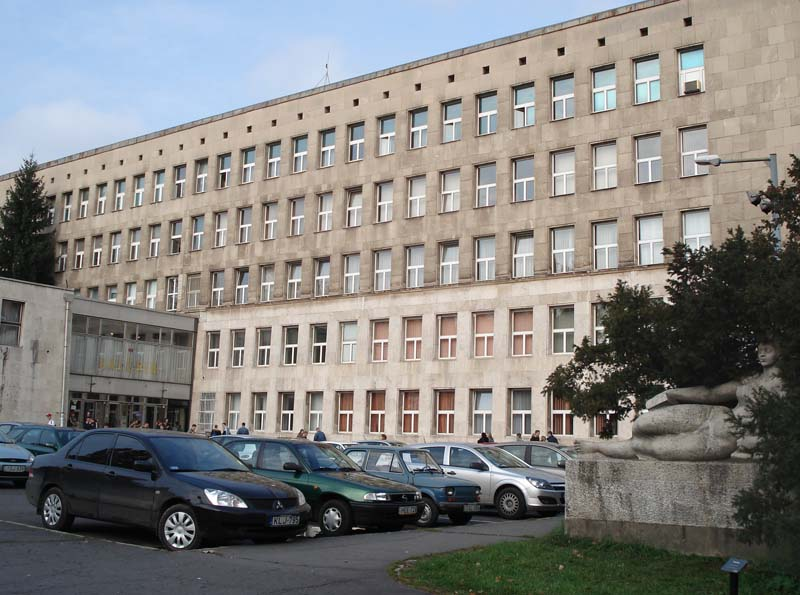
Miskolci Egyetem: tanulmányi épület (1960–66)
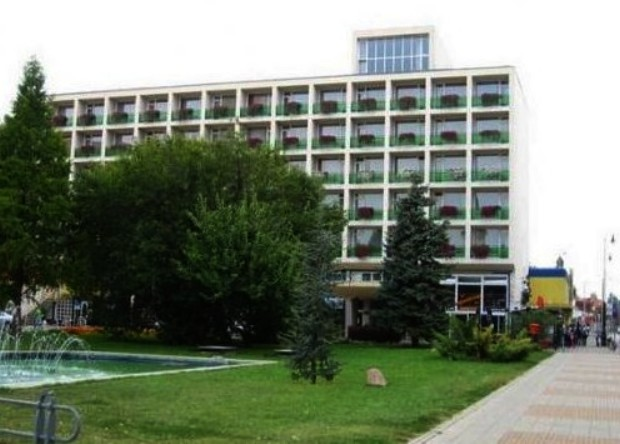
Kecskemét: Aranyhomok Szálló (1964)
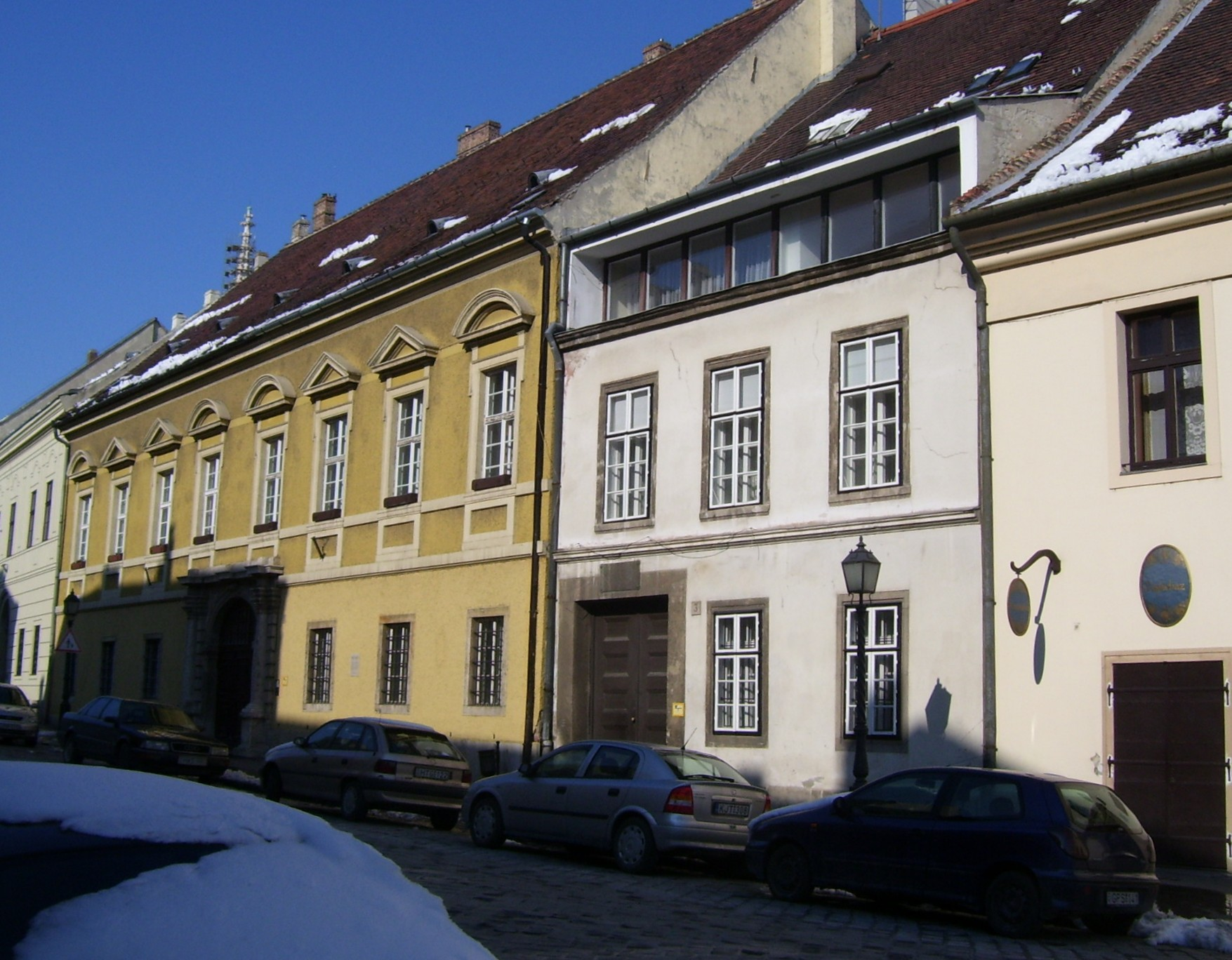
Bp. I., Tárnok u. 3.: lakóház (1966–68)